# NGC 3422
NGC 3422 (również PGC 32534) – galaktyka spiralna (S0-a), znajdująca się w gwiazdozbiorze Pucharu. Odkrył ją Andrew Common w 1880 roku.